# Заборіє
Заборіє (словац. Záborie) — село, громада округу Мартін, Жилінський край, регіон Турєц. Кадастрова площа громади — 32,3 км².
Населення 168 осіб (станом на 31 грудня 2018 року).

## Історія
Заборіє згадується 1263 року.

## Географія
Протікає потік Водки.

## Населення
| Рік:            | 1994. | 2004.   | 2014.    | 2024.   |
| --------------- | ----- | ------- | -------- | ------- |
| Кількість осіб: | 116   | 123     | 156      | 171     |
| Різниця:        |       | +6,03 % | +26,82 % | +9,61 % |

| Рік:            | 2023. | 2024.   |
| --------------- | ----- | ------- |
| Кількість осіб: | 169   | 171     |
| Різниця:        |       | +1,18 % |